# Zabrzeg

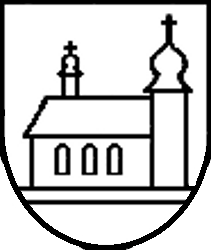
Nieoficjalny herb wsi Zabrzeg

Zabrzeg (cz. Zabřeh) – wieś w Polsce położona w województwie śląskim, w powiecie bielskim, w gminie Czechowice-Dziedzice. Wieś leży w historycznych granicach regionu Śląska Cieszyńskiego, geograficznie zaś leży w regionie Dolina Górnej Wisły, będącej częścią Kotliny Oświęcimskiej. Sołectwo ma powierzchnię 1400 ha i liczy 3107 mieszkańców, co daje gęstość zaludnienia równą 221,9 os./km².

## Położenie
Sołectwo Zabrzeg jest częścią gminy Czechowice-Dziedzice. Od północy granicą naturalną z Goczałkowicami-Zdrój jest rzeka Wisła. Granica ta biegnie linią dawnych meandrów Wisły. Od zachodu korona zapory oddziela Zabrzeg od Jeziora Goczałkowickiego. Idąc dalej od Jeziora Goczałkowickiego granicą lasu na południe, Zabrzeg graniczy z gminą Chybie. Ulice Pszczelarska i Graniczna w sołectwie Bronów są ulicami granicznymi z sołectwem Zabrzeg. Od południa granicą naturalną z sołectwem Ligota stanowi rzeka Iłownica. Od wschodu ul. Ochodzka jest granicą z Czechowicami-Dziedzicami. Obszar miejscowości wynosi 1352 ha, w tym 744 ha stanowią lasy (55%) położone w zachodniej części gminy – na granicy z Chybiem znajduje się rezerwat przyrody Rotuz. Obszar zabudowy skoncentrowany jest we wschodniej części sołectwa.

## Części wsi
| SIMC    | Nazwa       | Rodzaj    |
| ------- | ----------- | --------- |
| 0213865 | Czarnolesie | część wsi |
| 0213871 | Kolonia Las | część wsi |
| 0213888 | Maciejowice | część wsi |
| 0213894 | Mościska    | część wsi |
| 0213902 | Ochodza     | część wsi |
| 0213919 | Zapora      | część wsi |

## Nazwa
Nazwa wioski Zabrzeg jest pochodzenia topograficznego (za brzeg(iem) Wisły). Niemiecki językoznawca Heinrich Adamy swoim dziele o nazwach miejscowości na Śląsku wydanym w 1888 roku we Wrocławiu jako najstarszą zanotowaną nazwę wsi podaje Zabrzeg notując jej znaczenie "Platz am Ufer" czyli "Miejsce nad brzegiem".
W alfabetycznym spisie miejscowości na terenie Śląska wydanym w 1830 roku we Wrocławiu przez Johanna Knie wieś występuje pod obecną, polską nazwą Zabrzeg, która w tej samej formie używana była w języku niemieckim.
Gwarowa (cieszyńska) wymowa to Zobżyk, w dopełniaczu Zobżyga, przymiotnik – zobżeski.

## Historia
Pierwotnie teren Zabrzega zajmował bór, stopniowo wykarczowany przez osadników z drugiej strony rzeki Wisły, czyli z okolic Pszczyny, czego wskazówką jest, podobnie jak w przypadku pobliskiego Zarzecza, sama nazwa. Powstała w ten sposób wieś szlachecka została wymieniona po raz pierwszy w dokumencie z 1517 roku jako Zabrzech, następnie w 1521 roku o przywilejach miasta Bielska, później Fryderyka Kazimierza, księcia cieszyńskiego w 1556 roku. Dokument ten nakazywał 11 miejscowościom w okolicach Bielska konsumować wytworzone w nim piwo i wino. Od 1572 wieś znajdowała się w granicach wydzielonego z Księstwa Cieszyńskiego stanowego państwa bielskiego, w połowie XVIII wieku podniesionego do rangi księstwa (księstwo bielskie).
W połowie XVIII wieku Zabrzeg został oddzielony od pobliskich Goczałkowic prusko-austriacką granicą, samemu zostając wraz ze Śląskiem Cieszyńskim po stronie państwa Habsburgów. W 1782 roku we wsi wzniesiono barokowo-klasycystyczny kościół pod wezwaniem Św. Józefa, by trzy lata później Zabrzeg mógł stać się samodzielną parafią. W późniejszych latach, w wyniku rozparcelowania przez bielskiego księcia, zabrzeski folwark stał się własnością chłopów. 
W połowie XIX wieku w okolicy powstała Kolej Północna, otwarta w 1855 roku, a wielu mieszkańców Zabrzega znalazło przy niej pracę. Po zniesieniu poddaństwa miejscowość ustanowiła gminę w powiecie sądowym bielskim powiatu politycznego Bielsko na Śląsku Austriackim. W latach 1856–1872 właścicielem osady i okolicznych dóbr był Emil von Wrochem z Kopienicy. Według austriackiego spisu ludności z 1900, w Zabrzegu, w 173 budynkach na obszarze 662 hektarów, mieszkało 1381 osób, co dawało gęstość zaludnienia równą 208,6 os./km², z tego 1336 (96,7%) mieszkańców było katolikami, 3 (0,2%) ewangelikami, a 42 (3%) wyznawcami judaizmu. 1321 (95,7%) było polsko-, 30 (2,2%) niemiecko- a 20 (1,4%) czeskojęzycznymi. Do 1910 roku liczba budynków wzrosła do 175, a mieszkańców do 1598 osób, z czego 1597 zameldowanych było na stałe. Ze względu na używany język potoczny, 46 (2,9%) osób było niemiecko-, 1 (0,06%) czesko- a 1550 (97%) polskojęzycznymi. Podział według religii kształtował się następująco: 1566 (98%) katolików, 2 (0,1%) ewangelików i 30 (1,9%) wyznawców judaizmu. 
Pod względem politycznym miejscowość była zdominowana przez Związek Śląskich Katolików. W pierwszych powszechnych wyborach do parlamentu wiedeńskiego w latach 1907 i 1911 dwukrotnie wygrał tu Józef Londzin, rodak z Zabrzega, w 1907 otrzymując 280 z 287 a w 1911 254 z 274 głosów.
Po I wojnie światowej miejscowość znalazła się w granicach Polski. W okresie międzywojennym prowadzono wiele prac regulacyjnych koryta rzeki Wisły. Podczas II wojny światowej, 27 maja 1942 o godz. 17.45, przy "Domu Kopcia" nr 56, doszło do pokazowego mordu, dokonanego przez hitlerowców na pięciu polskich cywilach, ściągniętych z sąsiednich miejscowości (zostali powieszeni na dębie). Na liście ofiar znaleźli się: Stefan Górecki z Zabrzega (ur. 2 sierpnia 1911), Adolf (ur. 20 kwietnia 1910) i Jan Grygierczyk (ur. 2 lipca 1909), bracia z Dziedzic, Wilhelm Herok z Zarzecza (ur. 25 czerwca 1905) oraz Alojzy Jarczok z Zabrzega (ur. 10 stycznia 1910). Po wojnie, w czasie budowy goczałkowickiego zbiornika Zabrzeg znalazł się w granicach powiatu pszczyńskiego, a do zalania przeznaczone zostały 182 hektary. 
W latach 1975–1998 miejscowość administracyjnie należała do województwia katowickiego.
W 2010 roku miejscowość uległa w znacznym stopniu zalaniu w wyniku powodzi, a część mieszkańców ewakuowano. 

## Sport
- "Sokół" Zabrzeg – klub piłkarski założony w 1925 przez członków Polskiego Towarzystwa Gimnastycznego „Sokół”.
- LUKS Zabrzeg (Ludowy Uczniowski Klub Sportowy) – klub lekkoatletyczny działający przy Zespole Szkół

Ponadto w Zabrzegu odbywają się organizowane od 1997 roku międzynarodowe Mistrzostwa Polski w Tarokach, grze karcianej popularnej w kilku krajach dawniej wchodzących w skład Austro-Węgier, skąd przeważnie przyjeżdżają zagraniczni zawodnicy.

## Komunikacja
Przez Zabrzeg kursują autobusy podmiejskiej linii nr 1/1s, 1/6, 6, 6/1, 8 i X obsługiwane przez przewoźnika PKM Czechowice-Dziedzice. W Zabrzegu znajdują się ponadto 2 przystanki kolejowe: Zabrzeg oraz Zabrzeg Czarnolesie.

## Znani ludzie urodzeni w Zabrzegu
- Józef Londzin (1862-1929) – polski ksiądz katolicki, działacz społeczny i polityczny, historyk, burmistrz miasta Cieszyna[14].